# Fuerteventura
Fuerteventura är den näst största ön i den spanska ögruppen Kanarieöarna. Den ligger ca 100 kilometer utanför Afrikas nordvästra kust i Atlanten. Den avlånga öns yta är 1 663 km². Den är ca 100 kilometer lång och 31 kilometer på det bredaste stället och har de längsta stränderna av alla öar i arkipelagen.

## Historia
Öns historia kan spåras i flera gamla byggnader, monument och arkeologiska platser. 
De första bosättarna tros ha kommit från Nordafrika. Ordet Mahorero eller Maho, som fortfarande används för att beskriva invånarna på Fuerteventura, kan komma från det gamla ordet mahos, som betyder gethud. Sådana bars av ursprungsbefolkningen, som bodde i grottor och i bosättningar i skogen. Begreppet kan också härstamma från "mahohs". Från den tiden har flera arkeologiska föremål, som till exempel redskap, hittats. Under antiken var ön känd bland annat under namnet Planaria, vilket framför allt syftade på det flacka landskapet.
Under 1000-talet f.Kr. kom feniciska bosättare till Fuerteventura och Lanzarote och 850 f.Kr. nämndes ön av Homeros i Odysséen som Insulae Fortunatae (i översättning till latin).
Fuerteventura var känd långt före erövringen och försök att få kontroll över ön hade tidigare gjorts av majorcaner, katalaner, portugiser och genuesare. Många spanska och portugisiska expeditioner kom till ön omkring 1340, då den intogs av europeiska slavhandlare.
Vid tiden för erövringen fanns det två stammar på ön. Dessa leddes av kungarna Guize respektive Ayose. Ön var uppdelad i två delar, Maxorata i norr och Jandía i söder. Rester av en mur som delade ön finns fortfarande kvar. Det gamla namnet på ön, Herbania, refererar till den muren.

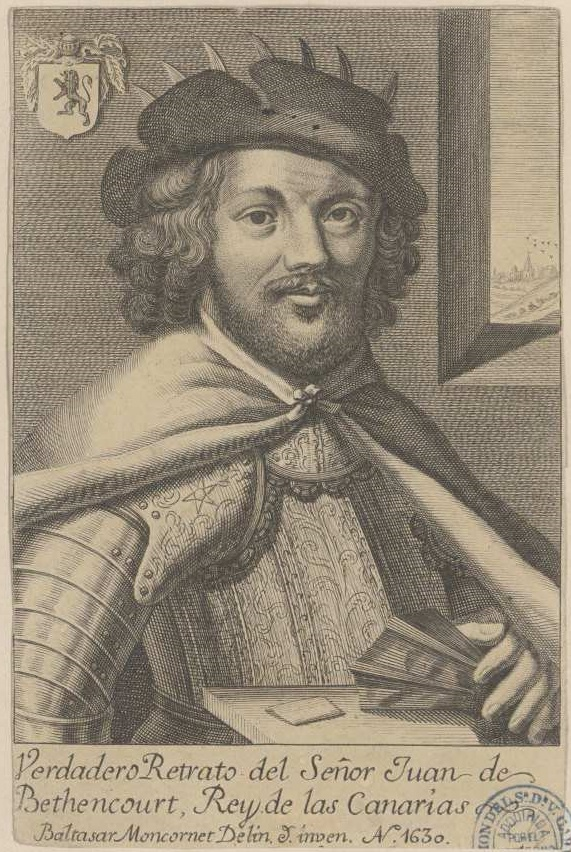
Jean de Béthencourt.

Efter att ha intagit Lanzarote gick den normandiske erövraren Jean de Béthencourt på inrådan av sin kompanjon Gadifer de la Salle till attack mot Fuerteventura med endast 53 man. Anfallet misslyckades och Béthencourt fick återvända till Spanien efter fler män och förnödenheter. När han återvände fullbordade han erövringen och hade kontroll över ön 1405. Vid den tiden fanns det 1.200 invånare på Fuerteventura.
Béthencourt gav namn åt den dåvarande huvudstaden Betancuria på västkusten (Puerto Rosario blev huvudstad 1835). Namnet på ön kommer från genovesernas närvaro på Lanzarote 1312-1338, och finns på kartan till Angelino Dulcert från 1339. Det antas betyda "Stark upplevelse/äventyr". 
Ön utsattes den följande tiden för en rad attacker. 1593 anföll en berbisk expedition ön och orsakade stor förödelse. Efter det byggdes flera fästningar runt om på ön som skydd mot framtida attacker.
1852 utvidgade Isabella II frihandelszonen till att omfatta även Kanarieöarna. Det militära styret över Fuerteventura som började 1708 avskaffades 1859 och Puerto de Cabras (numera Puerto del Rosario) blev den nya huvudstaden. Kanarieöarna fick rätt till självstyre 1912 och 1927 blev Fuerteventura tillsammans med Lanzarote en del av provinsen Las Palmas. 
Omkring 1940 hade ön en flygplats väster om Puerto del Rosario, vilken fortfarande kan ses på vägen till Tindaya. De första turisthotellen byggdes 1965 och därefter följde byggandet av flygplatsen i El Mattoral, vilket blev inledningen till en ny period för ön. Med sina 3 000 soltimmar per år blev ön ett av de största semestermålen i Europa.[källa behövs]

## Geografi
Ön är en av de två äldsta Kanarieöarna och dess form skapades genom en rad vulkanutbrott för 20 miljoner år sedan. Den största delen av ön skapades under fem miljoner år och har sedan formats av väder och vind. Den senaste vulkaniska aktiviteten på Fuerteventura ägde rum för mellan 4 000 och 5 000 år sedan och ännu täcks många områden av svart lavasand, som till exempel Montaña de la Arena, Malpaís Grande och Chico.
Den högsta punkten på ön är berget Jandía med toppen Pico de la Zarza (807 meter) i den sydvästra delen av ön. Istmo de la Pared är fem kilometer bred och är den smalaste delen av ön. Där delas ön i två delar; den norra som kallas Maxorata och den sydvästra Península de Jandía (Jandíahalvön). De centrala delarna av ön domineras av berget Betancura, som når 762 meter på toppen Pico de la Atalaya. En stor del av landskapet med stora lavaområden och vulkaniska berg är skyddade områden. Sex sjömil norr om Fuerteventura ligger den lilla ön Isla de Lobos som tillhör kommunen La Oliva på Fuerteventura.
Längs kusten ligger 152 sandstränder med 50 kilometer sandstrand och 25 kilometer med svarta vulkanstenar. I söder ligger Kanarieöarnas största strand på Península de Jandía, som sträcker sig runt halvön från Costa Calma via Esquinzo-Butihondo, Morro Jable och Puertito de la Cruz till Punta de Jandía i Sotoventoområdet. Efter Punta de Jandía fortsätter den via Cofete och slutar i La Pared i Barlovento.[källa behövs]

## Stränder
Fuerteventura är känd för sina dyner och långa sandstränder. Mest besökta är stränderna på sydöstra delen av Fuerteventura runt Costa Calma samt i norr ligger stränderna vid Corralejo med sina guldfärgade sanddyner.

## Demografi
Huvudorten Puerto del Rosario är öns största stad. Näst störst är Corralejo. Historiskt har Fuerteventura tappat invånare på grund av den ekonomiska situationen och det torra klimatet. Turistökningen på 1980-talet gjorde dock att befolkningssiffrorna ökade och fördubblades på ett decennium.

## Klimat

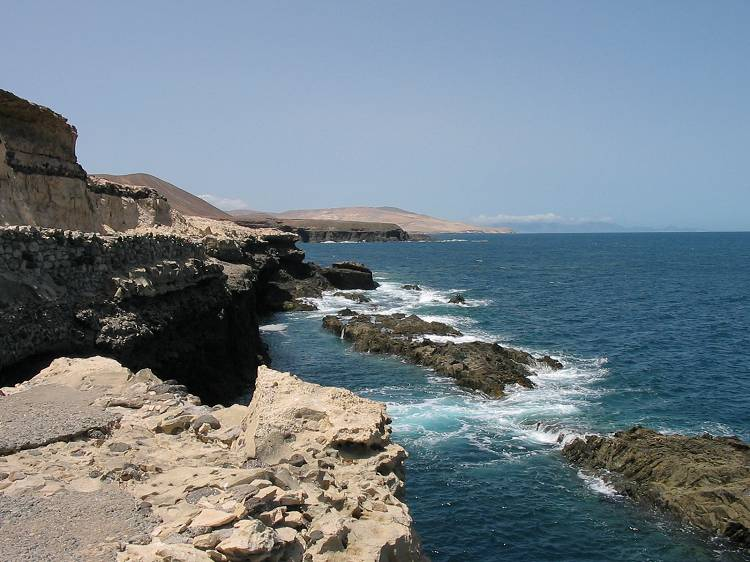
Kuststräcka på Fuerteventura.

Öns klimat gör att den kallas Ön med den eviga våren. Havet reglerar temperaturen genom att hålla heta vindar från Sahara borta från Fuerteventura. De högsta temperaturerna är omkring 21-26 grader under vinterhalvåret och 23-29 grader på sommaren. De lägsta temperaturerna är ca 16 grader på vintern och 19 grader om sommaren. Nederbörden är omkring 147 millimeter per år och det mesta regnet kommer under vintermånaderna. När ön drabbas av scirocco sandstormar (spanska leveche) så kommer dessa in från sydost från Sahara och orsakar höga temperaturer och torr luft. Under sådana stiger temperaturen ofta med 10 grader. Vinden tar med sig finkornig vit sand och minskar sikten till bara ett par hundra meter eller lägre. Med vinden följer även gräshoppor från Afrika. De lokala invånarna kallar fenomenet "Calima". Ön har det torraste klimatet av alla kanarieöar.
På grund av den låga altituden så har inte Fuerteventura lika fuktigt klimat som övriga öar i arkipelagen. Det finns dock variationer i klimatet mellan den mer höglänta terrängen jämfört med den lägre. Betancura har fuktigare luft på grund av de moln som går mot berget.

## Flora och fauna
Fuerteventura kännetecknas av liten växtlighet. Floran på ön är inte omfattande även om det finns en hel del växtarter trots klimatet. De mest förekommande växterna är buskar och lav men även korgblommiga växter, Euphorbia och kardborre. Palmerna finns främst på de lägre nivåerna. På toppen Pico de la Zarza (600 meter) finns den ovanliga växten Ononis Christii.
Tidvattnet i Atlanten gör att saltkrävande växter finns vid havet.
På Fuerteventura finns många fågelarter, däribland flyttfåglar som svalor, vadare och tärnor. Övriga djur på ön är bland annat ödlor, fladdermöss, sköldpaddor, getter, igelkottar, nordafrikansk borstekorre och kaniner.

## Ekonomi
Den största inkomstkällan på Fuerteventura är turismen. Andra näringsgrenar är fiske och jordbruk (spannmål och grönsaker). 
Stora hotellkomplex och turistområden har byggts upp, vilket har inneburit ett uppsving för öns arbetsmarknad. De huvudsakliga turistområdena ligger omkring städerna Corralejo i norr och Morro Jable i Jandia. Det finns även ett stort turistområde i Caleta de Fuste söder om Puerto del Rosario. Det finns en ganska stor flygplats nära Puerto del Rosario, med bland annat charterflyg direkt från Sverige.

## Administrativ indelning

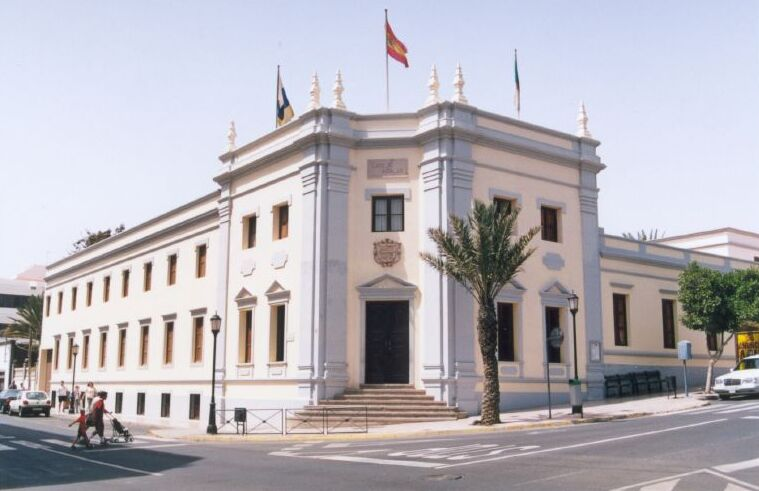
Cabildo Insulars byggnad.

Fuerteventuras fullmäktige cabildo insular finns i Puerto del Rosario. 
Ön Fuerteventura tillhör provinsen Las Palmas och är indelad i sex kommuner:
- Antigua
- Betancuria
- La Oliva
- Pájara
- Puerto del Rosario
- Tuineje

I dessa kommuner finns runt 100 enskilda institutioner (sockel). Den lilla närliggande ön Isla de Lobos är en del av kommunen La Oliva.

## Galleri

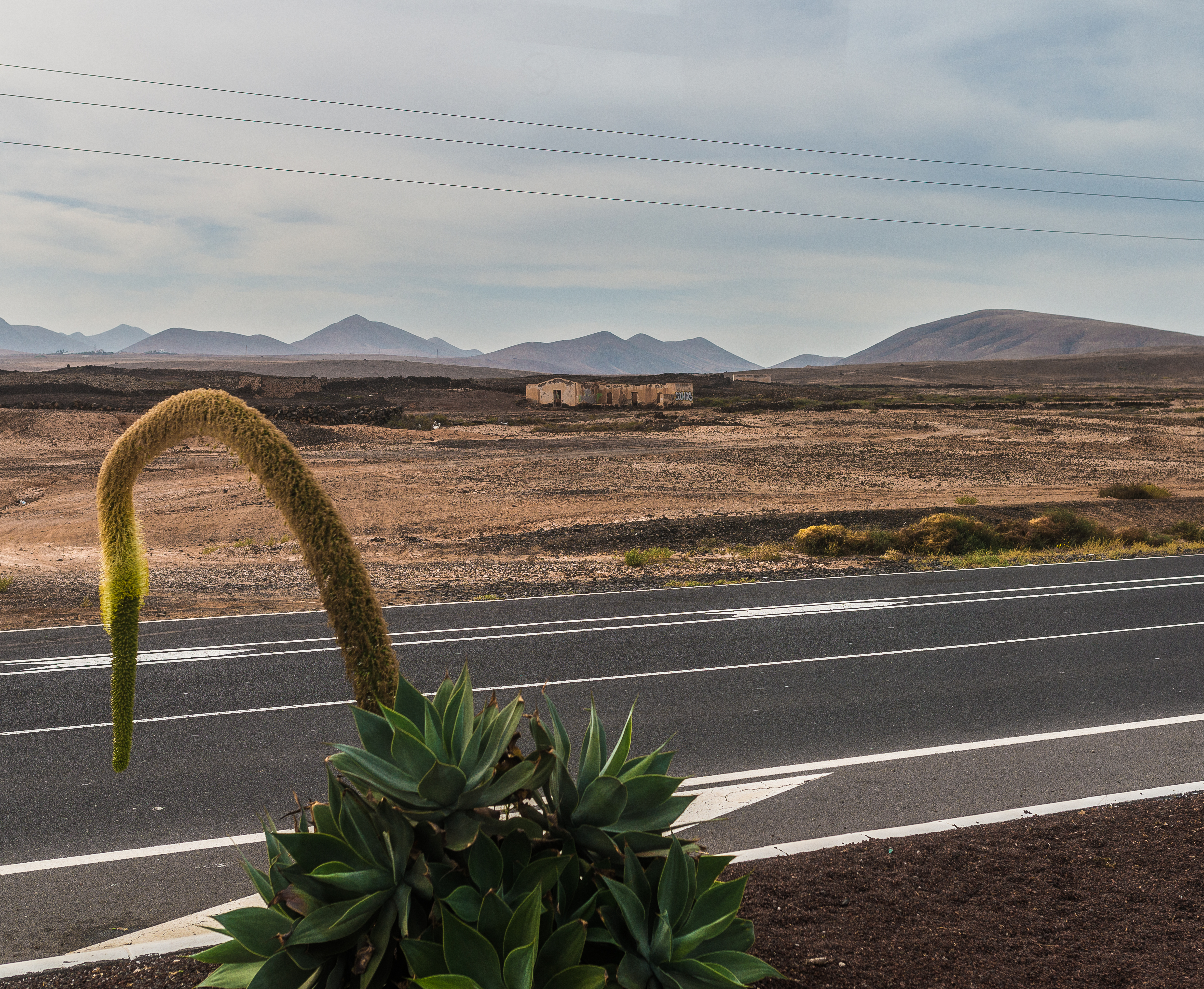
Fuerteventura landsväg och landskap.
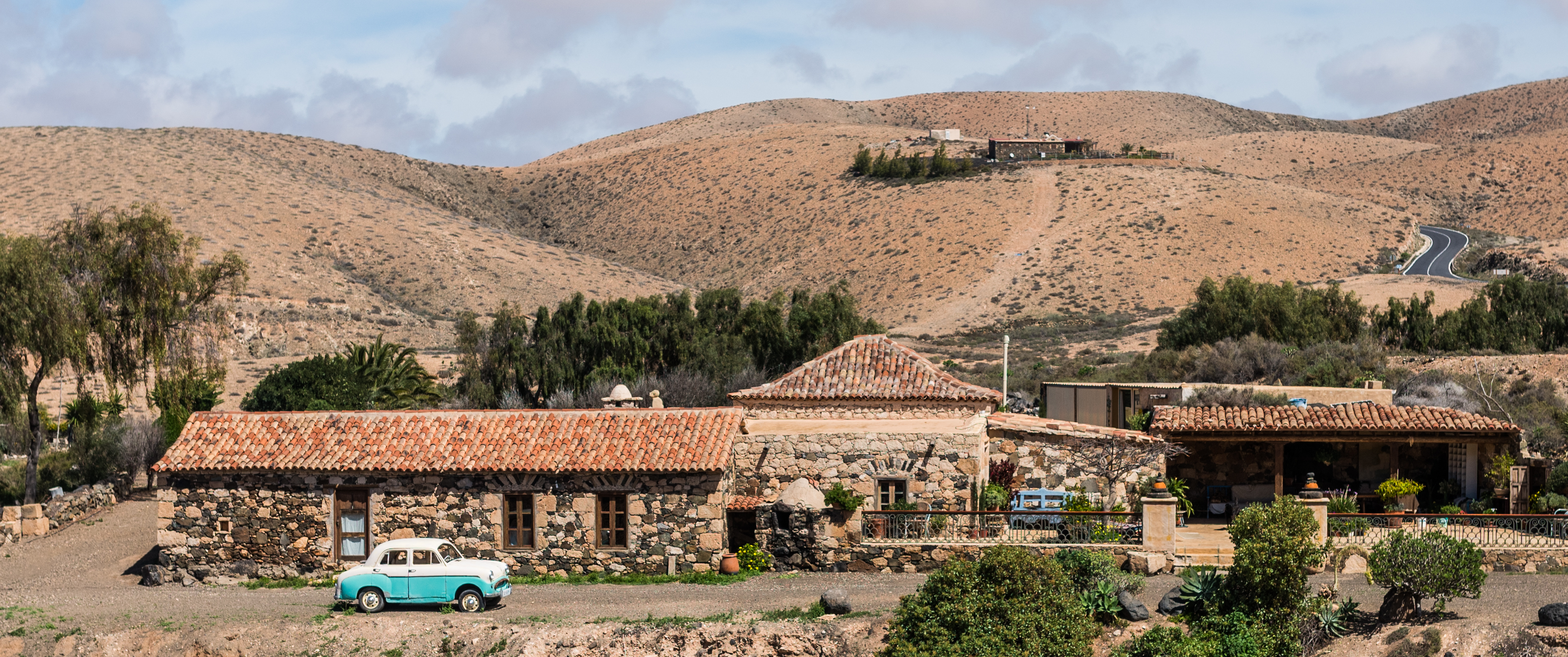
Fuerteventura kustlandsbebyggelse.
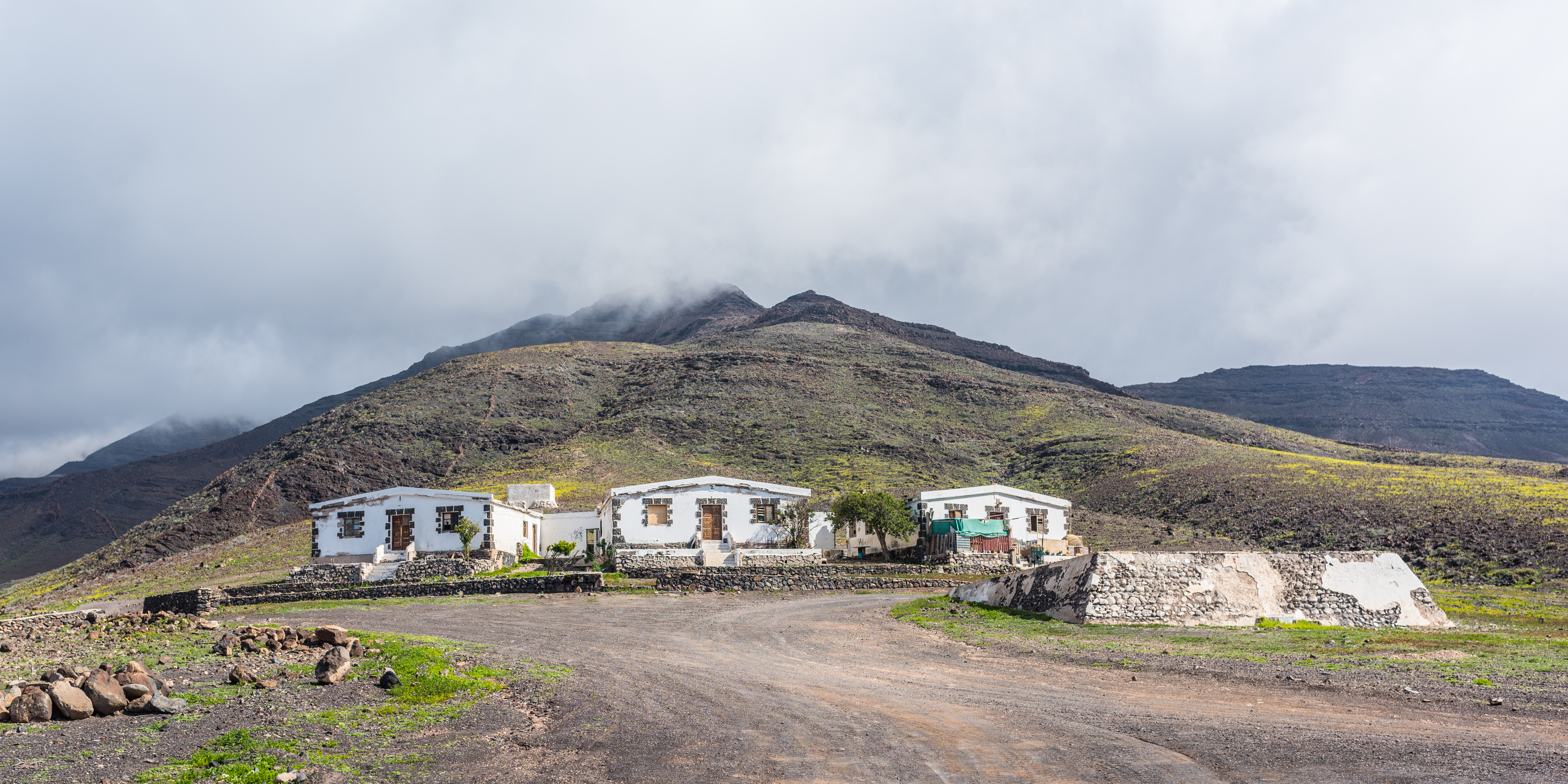
Fuerteventura inlandsbebyggelse.
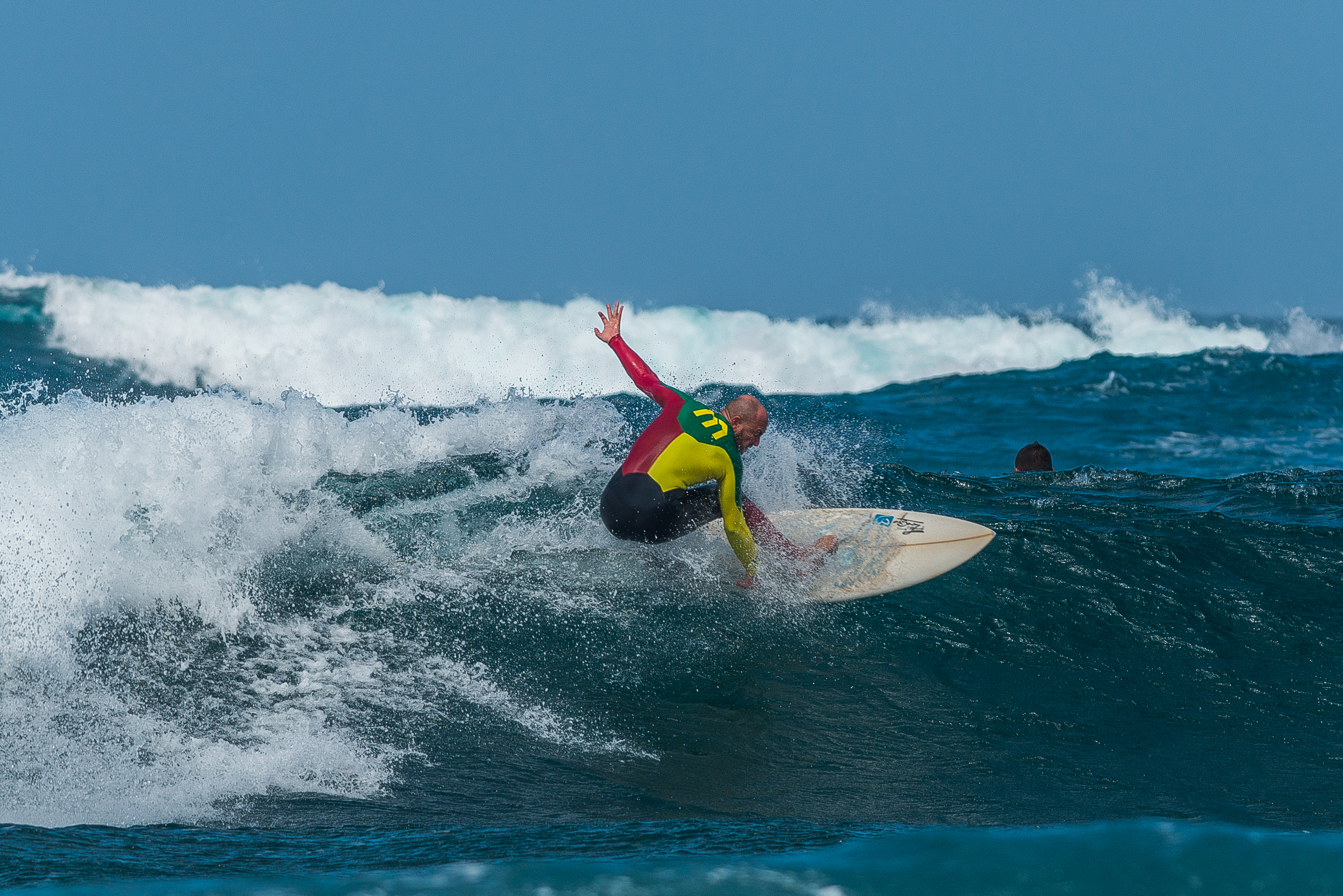
Surfing på Fuerteventura.
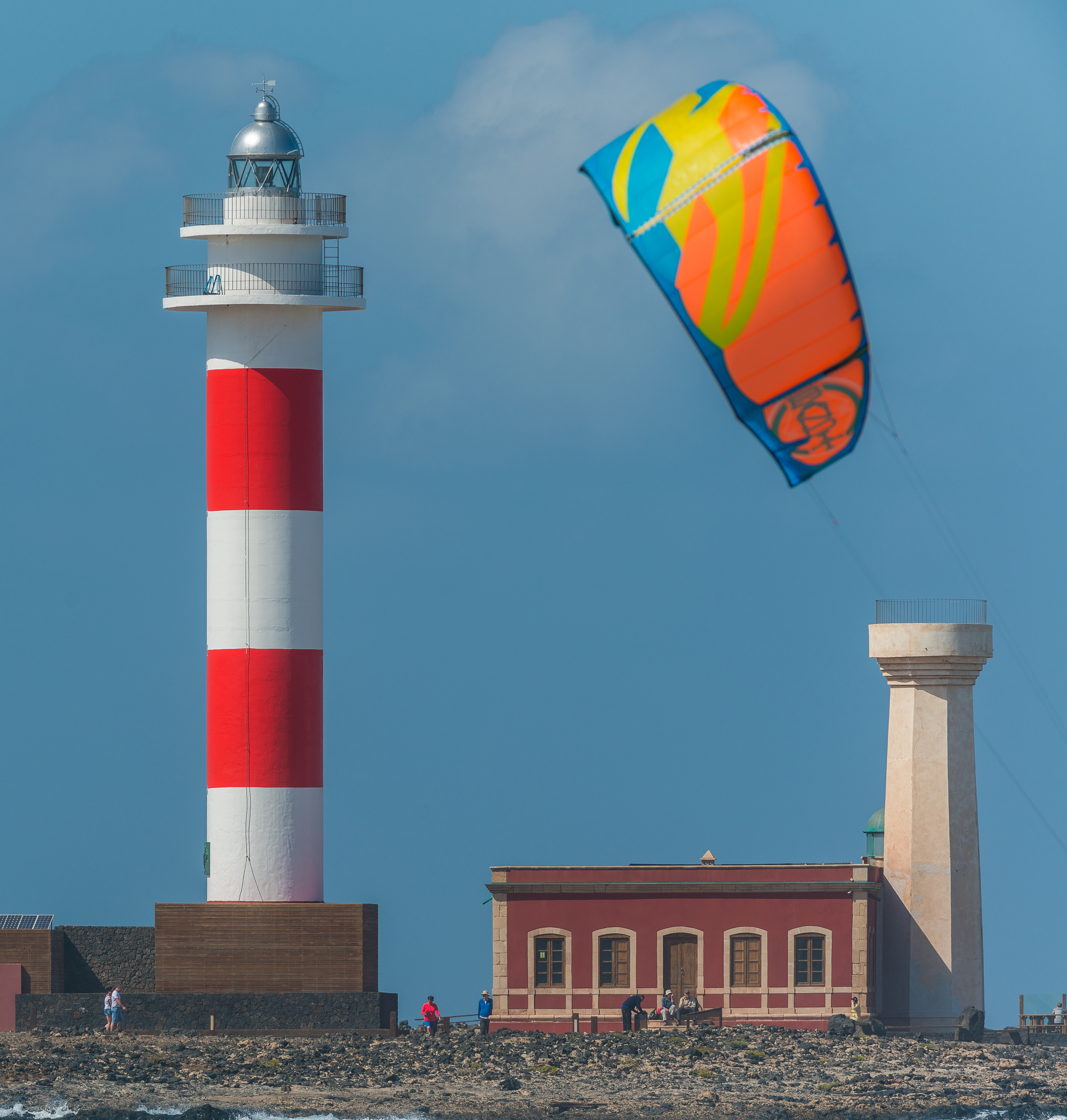
El Toston fyr på norra Fuerteventura.
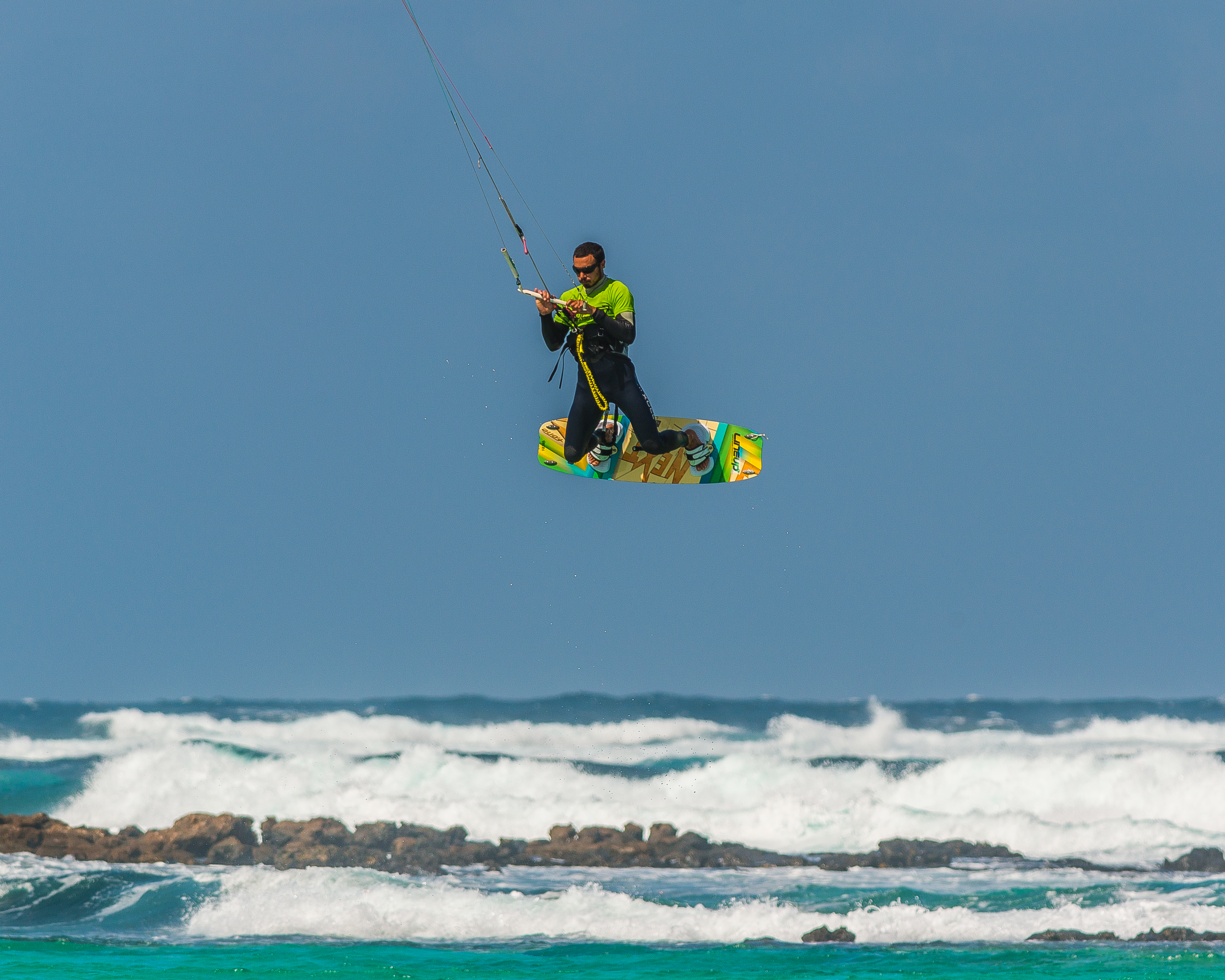
Kite surfing på Fuerteventura.

## Intressanta platser

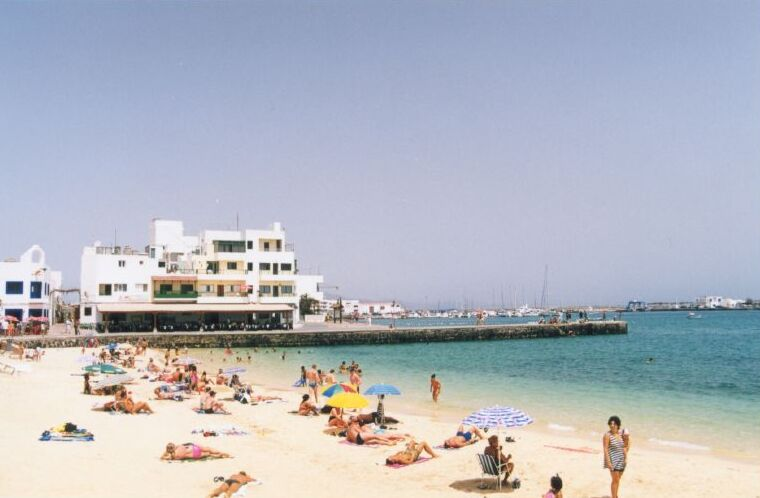
Playa Corralejo

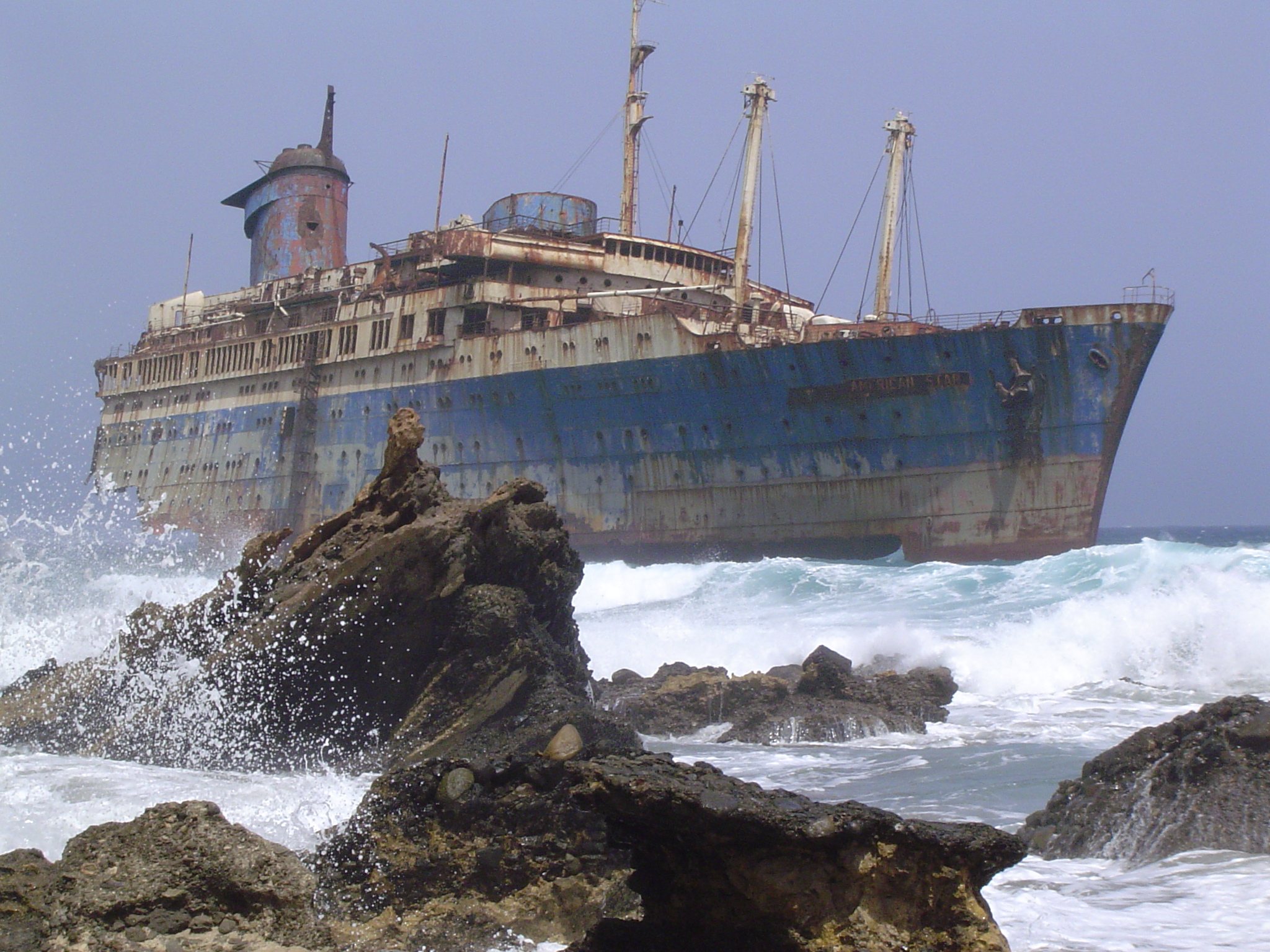
Vraket efter 1994.

Bland de intressanta platserna på ön finns sanddynerna i Corralejo och El Jable i norr och i söder ligger havsvikar och långa stränder. Somrarnas passadvindar och vintrarnas vågor i Atlanten gör att ön året runt besöks av surfare och vindsurfare. Även seglare, sportdykare, vattenskidåkare och sportfiskare dras till ön där valar, delfiner, svärdfiskar och sköldpaddor är en vanlig syn. Vattenskidåkning är vanligast på västkusten och windsurfing är vanligast i norr vid Corralejo.
I Cofete på den västra sidan om Jandía finns en praktfull byggnad  - Villa Winter - som har utsikt över havet och breda och vanligtvis tomma stränder. Huset byggdes av en Herr Winter på mark som skänktes av general Franco.
Den 17 januari 1994 övergavs lyxkryssaren S/S American Star och lämnades kvar vid Playa de Garcey. 